# Eugénie Éboué-Tell
Eugénie Éboué-Tell (ur. 23 listopada 1891 w Kajennie, zm. 20 listopada 1972 w Pontoise) – francuska polityczka, z zawodu nauczycielka, pierwsza czarnoskóra kobieta zasiadająca we francuskim Senacie, żona Felixa Éboué.

## Życiorys
Była córką dyrektora kolonii karnej w Kajennie Hypollite’a Herménégilde’a Tella. Zdobyła wykształcenie pedagogiczne w szkole średniej dla dziewcząt w Montauban. W 1911 powróciła do Gujany Francuskiej i została nauczycielką w Saint-Laurent-du-Maroni. W 1922 poślubiła Felixa Éboué, z którym mieszkała w latach 1923–1931 w Oubangui-Chari, gdzie zajmowała się badaniem języków plemion Banda i Mandja. Towarzyszyła mężowi w czasie pracy w Martynice (1932-1934), Mali (1934-1936), Gwadelupie (1936-1938) i Czadzie (od 1938). Była pielęgniarką w szpitalu wojskowym w Brazzaville prowadzonym przez kobiece oddziały sił Wolnej Francji.
W 1944 wstąpiła do SFIO. Została delegatką do Tymczasowego Zgromadzenia Konsultacyjnego na Gwadelupie. W 1945 i 1946 była wybierana z Gwadelupy do Zgromadzenia Konstytucyjnego. Od 1945 zasiadała w radzie miejskiej w Grand-Bourg. Nie udało jej się zdobyć mandatu w wyborach do izby niższej parlamentu we Francji w listopadzie 1946. W grudniu tego roku została wybrana do Rady Republiki – odpowiednika senatu. Należał do parlamentarnej grupy socjalistycznej. Brała udział w pracach Komisji Spraw Wewnętrznych i Edukacji Narodowej. Poparła przeniesienie szczątków Victora Schœlchera do Panteonu.
W 1947 stała się członkinią gaullistowskiej partii RPF. Z jej ramienia uzyskała mandat reelekcję w wyborach samorządowych w 1947 oraz do wkrótce przemianowanej na Senat Rady Republiki w 1948. W tym okresie należała do frakcji parlamentarnej Akcja Demokratyczna i Republikańska. W styczniu 1951 została wiceprzewodniczącą senackiej Komisji Terytoriów Zamorskich, należała też do Komisji Podatkowej. Była jedną z autorek ustawy zrównującej prawa dzieci urodzonych we Francji i jej koloniach. Walczyła o rozszerzenie francuskiego systemu ubezpieczeniowego na terytoria zamorskie. Zasiadała w Senacie do 1952. Nie udało jej się zdobyć mandatu do parlamentu w 1956 z ramienia Socjalistycznych Republikanów. Od 1958 do śmierci była radną miejską w Asnières-sur-Seine.
W 1946 reprezentowała Francję na Konferencji Indii Zachodnich na wyspie Saint Thomas. Jako członkini zarządu MRP stała ja czele komitetu prowadzącego zbiórkę funduszy na kampanię wyborczą RPF. W latach 1952–1953 została wiceprzewodniczącą zgromadzenia Unii Francuskiej. Była także członkinią Komitetu Wykonawczego Światowego Związku Kobiet. Od 1958 należała do sekcji społecznej Rady Ekonomiczno-Społecznej, ciała doradczego parlamentu Francji.

## Odznaczenia
- Krzyż Komandorski Orderu Legii Honorowej
- Krzyż Wojenny 1939-1945
- Medal Ruchu Oporu z rozetą
- Krzyż Oficerski Orderu Palm Akademickich
- Krzyż Komandorski Orderu Narodowego Czadu
- Krzyż Komandorski Orderu Narodowego Wybrzeża Kości Słoniowej[3]